# Auditorium Parco della Musica
Parco della Musica auditorium je koncertní sál v Římě. Navrženo bylo Renzo Pianem v architektonické soutěži v roce 1994.

## Okolnosti stavby
Římská filharmonie účinkovala do počátku 90. let v nevyhovujících a provizorních prostorách. Usnesením z roku 1993 bylo rozhodnuto o vybudování nového koncertního sálu. Ten měl povznést město na jemu příslušnou evropskou úroveň a vyjadřovat kulturní zaměření Říma. Instrumentální hudba měla najít své stálé sídlo v ambiciózním komplexu s názvem Parco della Musica.
V roce 1995 se začalo s výkopovými pracemi, které musely být přerušeny z důvodu nálezu pozůstatků římské osady. V následujících letech bylo nutno projekt upravit. Roky trvající archeologický průzkum oddálil plánované ukončení. Neplánovaně narostly i náklady. I kvůli sporům se stavebními firmami se rozpočet vyšplhal na 150 milionů eur.
Poslední část Parco della Musica byla otevřena před Vánocemi 21. prosince v roce 2002.

## Lokalita
V urbanistickém prostoru je stavba citlivě zasazena do okolního prostředí a stala se důležitým orientačním prvkem. Byla postavena na dlouho nevyužívaných pozemcích v areálu bývalého olympijského sportoviště v severní části města. Budova se nachází Viale Pietro de Coubertin 30 v Římě.

## Koncept návrhu
Světoznámý italský architekt navrhl kompozici tří obrovských separovaných hal, připomínajících brouky. Právě tvar objektů se stal zajímavým a poutavým. Jako zdroj inspirace uvádí loutnu. Archeologové odkryli a v areálu i vystavili cenné hudební nástroje ze sbírky Santa Cecilia. Místní obyvatelé dali stavbě přezdívku skarabeus.
Olověné střechy reagují na kupolovité stavby , které jsou v celém Římě a zároveň slouží k dokonalému zastínění nežádoucího signálu mobilních telefonů.
Propojení stavby s okolím pomáhá zeleň. Ta obepíná, zkrášluje a propojuje celý prostor. Celkově jsou tři obrovské, prostoru dominující, objekty situovány kolem velkého otevřeného amfiteátru s kapacitou přibližně 3 000 diváků. Každý koncertní sál má jedinečný tvar odlišující se výrazem, rozměry a funkcí od ostatních. Všechny se však dají charakterizovat vysokou flexibilitou a všestranností vnitřních prostor.
Kapacita jednotlivých sálů:
- Sala Santa Cecilia 2 756 diváků
- Sala Giuseppe Sinopoli 1 273 diváků
- Sala Goffredo Petrassi 750 diváků

## Funkce
Trojice koncertních sálů je prioritně určena pro Římskou filharmonii (Accademia Nazionale di Santa Cecilia). Součástí objektu je i pět zkušeben různých velikostí a správní budova.

## Zajímavosti
Za několik let od otevření se Parco della Musica stal jedním ze světově nejnavštěvovanějších hudebních zařízení.[zdroj?] Ročně ho navštíví více než jeden milion diváků.